# Deinonychus
Vous lisez un « bon article » labellisé en 2013.
Deinonychus antirrhopus
Pour les articles homonymes, voir Deinonychus (homonymie).
Genre
Espèce
Synonymes
- Velociraptor antirrhopus Paul, 1988

Deinonychus est un genre fossile de dinosaures carnivores de la famille des Dromaeosauridae, dont une seule espèce est connue, Deinonychus antirrhopus. Ce dinosaure long d'approximativement 3,40 mètres a vécu au Crétacé inférieur, entre environ 115 et 108 millions d'années (du milieu de l'Aptien au début de l'Albien). Ses fossiles ont été découverts dans les États américains du Montana, du Wyoming, de l'Utah et de l'Oklahoma, dans les roches des formations de Cloverly et d'Antlers. Des dents qui pourraient appartenir au genre Deinonychus ont été trouvées beaucoup plus à l'est dans le Maryland.
L'étude de Deinonychus par le paléontologue John Ostrom à la fin des années 1960 a révolutionné la façon de penser des scientifiques sur les dinosaures, conduisant à la « renaissance des dinosaures » et rallumant le débat pour savoir si les dinosaures étaient des animaux à sang chaud ou à sang froid. Avant cette étude, la conception populaire faisait des dinosaures des sortes de reptiles géants peinant à se déplacer. Ostrom a remarqué que Deinonychus avait un corps petit et harmonieux, à la posture horizontale, à la colonne vertébrale ressemblant à celle des ratites et surtout ayant aux pattes arrière de grandes griffes comme les rapaces, ce qui suggère qu'il s'agissait d'un prédateur actif et agile.
Le nom du genre, du grec ancien δεινός, deinós, « terrible », et ὄνυξ, ónyx, « griffe », qui signifie littéralement « griffe terrible », fait référence à l'inhabituellement longue griffe en forme de faucille trouvée sur le deuxième orteil de chaque patte arrière. Le fossile catalogué YPM 5205 possède cette grande griffe fortement courbée. Les archosauriens actuels ont un étui corné qui s'étend sur toute la longueur de l'os. Ostrom a étudié les griffes de crocodiles et d'oiseaux et reconstruit de là les griffes de YPM 5205 qui devaient mesurer plus de 12 cm de long. L'épithète spécifique antirrhopus, qui signifie « contrepoids », renvoie à l'idée que se faisait Ostrom du rôle de la queue. Comme chez d'autres droméosauridés, les vertèbres de la queue ont une série de tendons ossifiés et de processus osseux très allongés. Ces caractéristiques semblaient faire jouer à la queue un rôle de contrepoids raide, mais un fossile de Velociraptor mongoliensis (IGM 100/986) très étroitement apparenté au Deinonychus avait une queue courbée latéralement en forme de « S ». Ceci suggère que sa queue pouvait se plier latéralement avec un grand degré de flexibilité.
Dans les formations de Cloverly et d'Antlers, les restes de Deinonychus ont été retrouvés étroitement liés à ceux de l'ornithopode Tenontosaurus. Par ailleurs, des dents de Deinonychus ont été découvertes avec des fossiles de Tenontosaurus, ce qui signifie que ce dernier était, soit chassé, soit charogné par Deinonychus.

## Découverte et dénomination
Des restes fossilisés de Deinonychus ont été retrouvés dans la formation de Cloverly au Montana et au Wyoming et dans la formation à peu près contemporaine d'Antlers dans l'Oklahoma, en Amérique du Nord. La formation de Cloverly s'étend sur une période allant de l'Aptien supérieur au début de l'Albien, au Crétacé inférieur, il y a environ 115 à 108 Ma,. En outre, des dents trouvées dans la formation d'Arundel (mi-Aptien) et dans la formation de Potomac dans les plaines côtières atlantiques du Maryland peuvent être considérées comme appartenant au genre Deinonychus.
Les premiers restes ont été découverts en 1931 dans le sud du Montana, près de la ville de Bridger. Le responsable de l'équipe, le paléontologue Barnum Brown, avait principalement pour consigne de dégager et de préparer la dépouille d'un dinosaure ornithopode Tenontosaurus mais, dans son rapport sur le site de fouilles fait au Muséum américain d'histoire naturelle, il signale la découverte d'un petit dinosaure carnivore à proximité du squelette du Tenontosaurus, malheureusement pris dans le calcaire et difficile à préparer. Il appelle l'animal de manière informelle « Daptosaurus » et se prépare à le décrire lorsqu'il aura le squelette à disposition, mais ne termine jamais ce travail. Brown ramène de la formation de Cloverly le squelette d'un petit théropode aux dents apparemment surdimensionnées qu'il appelle officieusement Megadontosaurus. Le paléontologue John Ostrom examine les pièces rapportées des décennies plus tard, et se rend compte que les dents venaient d'un Deinonychus mais que le reste du squelette venait d'un animal complètement différent. Il appelle ce squelette Microvenator.
Un peu plus de trente ans plus tard, en août 1964, John Ostrom mène une expédition pour le Peabody Museum de l'université Yale qui découvre de nouveaux morceaux de squelettes. Des expéditions au cours des deux étés suivants ont découvert plus de 1 000 nouveaux os, provenant d'au moins trois individus. Comme les possibilités d'association entre les divers os récupérés sont faibles, et qu'il est donc impossible de déterminer avec certitude de quel animal les pièces proviennent, le spécimen type (YPM 5205) de Deinonychus n'est composé que d'un pied gauche complet et d'une partie de pied droit qui ont certainement appartenu au même individu. Les autres échantillons sont catalogués dans cinquante entrées distinctes au Peabody Museum.
Plus tard, Ostrom et Grant E. Meyer étudient leur propre matériel ainsi que le Daptosaurus de Brown en détail et découvrent qu'ils appartiennent à la même espèce. Ostrom publie ses conclusions en 1969, donnant aux pièces trouvées le nouveau nom de Deinonychus antirrhopus, « antirrhopus » signifiant « contrepoids » et faisant probablement référence à la queue raide de l'animal.
Bien qu'une myriade d'os soit disponible en 1969, de nombreux os parmi les plus importants sont manquants ou difficiles à interpréter. Il y a peu d'éléments du crâne post orbitaire, pas de fémur, pas de sacrum, pas de furcula ou de sternum, il manque des vertèbres et Ostrom croit ne disposer que d'un petit fragment d'une coracoïde. La reconstruction du squelette de Deinonychus par Ostrom inclut un os du pubis très rare, de forme trapézoïdale et plat, contrairement à celui des autres théropodes, mais qui a la même longueur que l'ischion trouvé juste à côté.

### Nouvelles découvertes

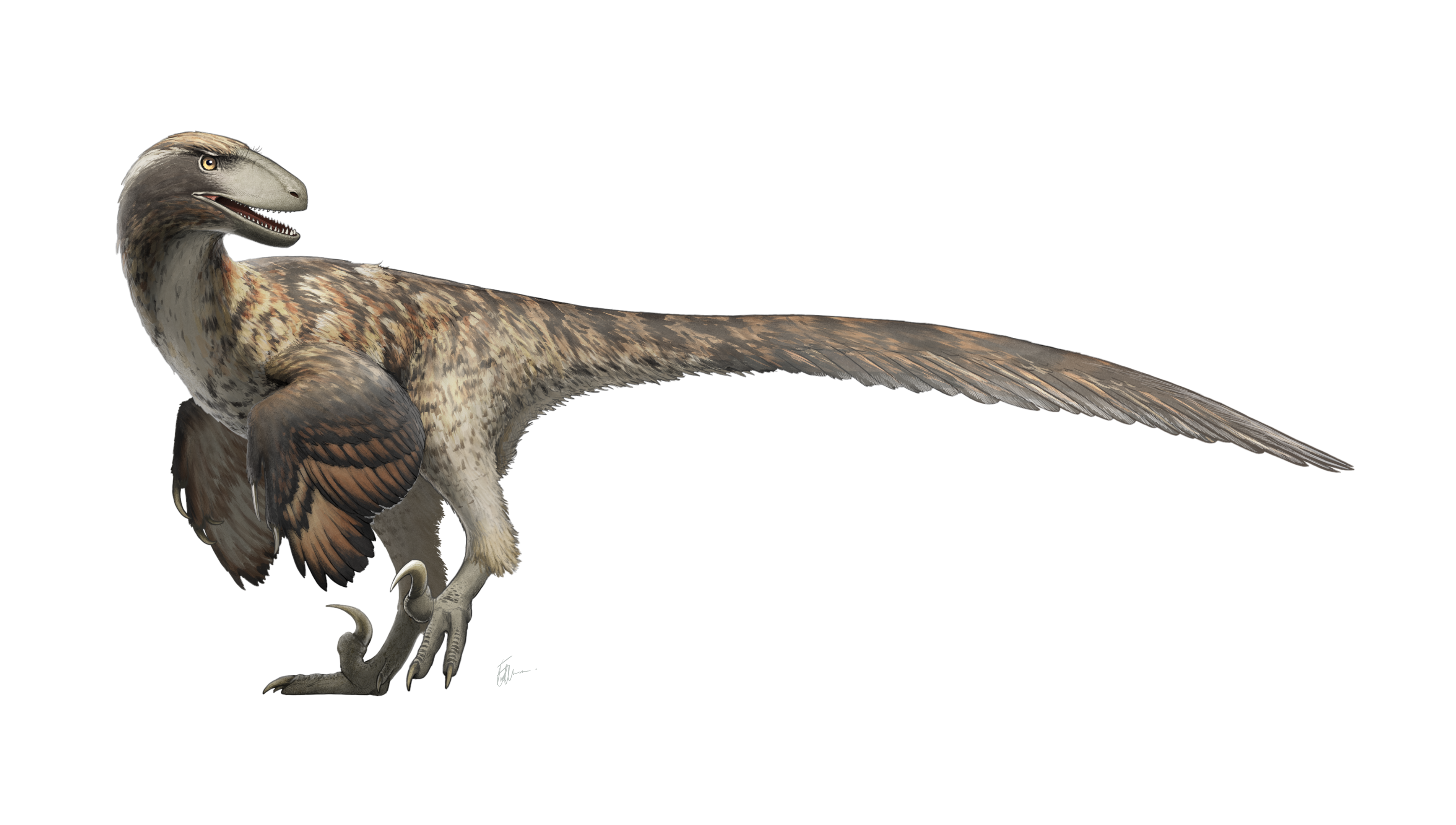
Reconstitution par le paléoartiste Fred Wierum.

En 1974, Ostrom publie une monographie sur l'épaule de Deinonychus où il explique s'être rendu compte que ce qu'il avait décrit comme le pubis était en fait un coracoïde — un os de l'épaule. La même année, un autre spécimen de Deinonychus est dégagé dans le Montana par une expédition de l'université Harvard dirigée par Farish Jenkins. Cette découverte apporte plusieurs éléments nouveaux : des fémurs bien préservés, des pubis, un sacrum et des ilions en meilleur état ainsi que des éléments des pieds et du métatarse. Ostrom décrit le spécimen et révise sa conception du squelette de Deinonychus. Cette fois, il montre un pubis très long, et Ostrom commence à soupçonner qu'il pouvait même avoir été un peu rétroversé comme celui des oiseaux.
Un squelette de Deinonychus avec des os véritables constituant le plus complet des spécimens peut être vu au Muséum américain d'histoire naturelle, et un autre spécimen est exposé au Museum of Comparative Zoology de l'université Harvard. Les spécimens de l'American Museum et de l'université Harvard n'ont pas la même origine que les spécimens de Yale. Cependant il manque à ces deux reconstitutions des éléments comme les sternums, des côtes thoraciques, des furcula et des gastralia. Toutefois, après les divers travaux d'Ostrom, plusieurs petits blocs de matériau engainés de calcaire sont restés stockés à l’American Museum. Il s'agissait principalement d'os isolés et de fragments d'os pris dans la matrice rocheuse ainsi que des fragments rocheux avoisinants. L'examen de ces blocs préparés par Gerald Grellet-Tinner et Peter Makovicky en 2000 a révélé des détails intéressants qui avaient été négligés. Plusieurs os longs et minces identifiés sur les blocs comme des tendons ossifiés (structures qui contribuaient à raidir la queue de Deinonychus) se sont révélés être des gastralia (côtes abdominales). Plus important encore, un grand nombre de coquilles d'œufs fossilisés qui étaient auparavant imperceptibles ont été découvertes dans la matrice rocheuse qui entourait l'échantillon original de Deinonychus.
Dans un rapport plus détaillé paru par la suite sur les coquilles d'œufs, Grellet-Tinner et Makovicky ont conclu que les œufs étaient sûrement ceux de Deinonychus, en faisant les premiers œufs de Dromaeosauridés à être identifiés. En outre, la surface externe d'un œuf a été trouvée en étroit contact avec des gastralia, suggérant que Deinonychus pourrait avoir couvé ses œufs. Cela implique qu'il utilisait le transfert de chaleur de son corps comme mécanisme d'incubation, un système analogue à celui des oiseaux actuels. Une étude plus approfondie menée par Gregory Erickson et son équipe constate que cet individu avait 13 ou 14 ans au moment de son décès et que sa croissance était terminée. Contrairement à ce qui a été observé chez d'autres théropodes, dans des études de spécimens trouvés avec des œufs ou des nids, celui-ci avait fini de grandir au moment de sa mort, et était donc mature et potentiellement l'animal qui avait pondu ces œufs.

### Conséquences

La similitude des membres antérieurs de Deinonychus (à gauche) avec ceux de lArchaeopteryx (à droite) a conduit John Ostrom à relancer le lien entre les dinosaures et les oiseaux.

La description de Deinonychus faite en 1969 par Ostrom est souvent considérée comme la découverte la plus importante de la paléontologie des dinosaures du milieu du XXe siècle. La découverte de ce prédateur manifestement actif et agile a contribué à changer la conception que les scientifiques (et le grand public) se faisaient des dinosaures et a ouvert la porte à l'hypothèse selon laquelle les dinosaures auraient pu être des animaux à sang chaud. Cette évolution des mentalités est appelée la  renaissance des dinosaures. Plusieurs années plus tard, Ostrom a noté des similitudes entre les pattes antérieures de Deinonychus et celles des oiseaux, une observation qui l'a amené à relancer l'hypothèse suivant laquelle les oiseaux descendent des dinosaures,. Quarante ans plus tard, cette idée est presque universellement acceptée.
En raison de son anatomie très ressemblante à celle des oiseaux et de ses relations étroites avec d'autres dromæosauridés, les paléontologues ont émis l'hypothèse que Deinonychus était probablement couvert de plumes,,. Alors que l'on a des preuves que plusieurs dromæosauridés comme Velociraptor et Microraptor avaient des plumes analogues à celles des oiseaux actuels, il n'existe à ce jour aucune preuve directe pour affirmer que Deinonychus en possédait lui-même,. Quand les paléontologues comme Phil Senter ont étudié l'amplitude des mouvements au niveau des membres antérieurs, ils ont pris en compte la présence probable de plumes au niveau des membres.

## Description

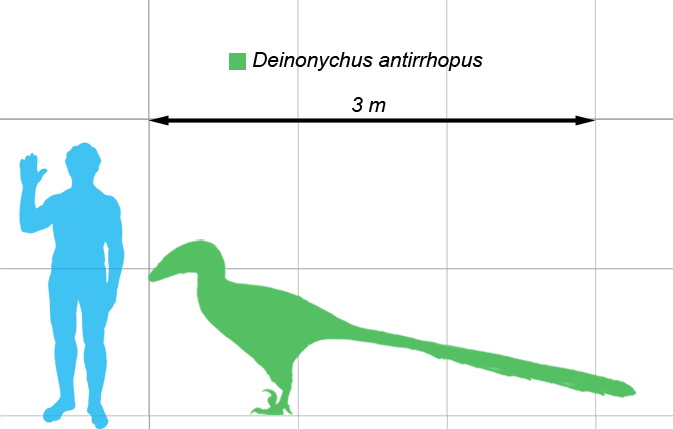
Sa taille comparée à celle d'un humain de taille moyenne.

En se basant sur les plus grands spécimens connus, on peut estimer que Deinonychus devait mesurer au moins 3,40 mètres de long, avoir une tête longue de 41 cm, une taille à la hanche de 87 cm et peser aux environs de 75 kg. Il avait de puissantes mâchoires munies d'une soixantaine de dents courbes, en forme de lame. Les études de son crâne ont débouché sur des descriptions qui ont beaucoup évolué au fil des décennies. Ostrom avait reconstruit partiellement un crâne, imparfaitement conservé, qu'il décrivait comme triangulaire, large et assez semblable à celui d'Allosaurus. Plus tard la découverte de crânes de Deinonychus et d'espèces étroitement apparentées où l'aspect tridimensionnel du crâne était mieux conservé a montré que le palais était plus voûté et la face beaucoup plus étroite que ce qu'Ostrom pensait, tandis que les os jugaux étaient plus évasés, lui permettant d'une meilleure vision stéréoscopique. Le crâne de Deinonychus était toutefois différent de celui du Velociraptor car le sommet de son crâne était plus solide, comparable à celui de Dromaeosaurus et il n'avait pas les os nasaux déprimés de Velociraptor. Le crâne, y compris la mandibule, présentait des fosses temporales qui en réduisaient le poids. Chez Deinonychus la fosse antéorbitaire, une ouverture du crâne située entre l'œil et la narine, était particulièrement importante.
Deinonychus possédait de grandes mains avec une griffe sur chacun des trois doigts des pattes avant. Le premier doigt était le plus court et le deuxième le plus long. Chaque patte arrière portait une griffe en forme de faucille sur le deuxième doigt, qui était probablement utilisée au cours de la prédation.
Aucune plume n'a été retrouvée en présence des fossiles de Deinonychus. Néanmoins, certains indices suggèrent que les Dromaeosauridae, dont Deinonychus fait partie, avaient des plumes. Le genre Microraptor est à la fois plus ancien géologiquement et plus primitif phylogénétiquement que Deinonychus et est placé dans la même famille. De multiples fossiles de Microraptors ont gardé des plumes pennées comme celles retrouvées chez les oiseaux actuels, au niveau des pattes avant, des pattes arrière et de la queue. Velociraptor est géologiquement plus jeune que Deinonychus, mais y est plus étroitement apparenté (tous deux appartiennent au clade des Eudromaeosauria, comme l'indiquent les classifications ci-dessous). Sur un spécimen de Velociraptor ont été trouvées des excroissances osseuses le long du cubitus, qui pourraient être le reliquat de plumes d'aspect moderne.

## Classification

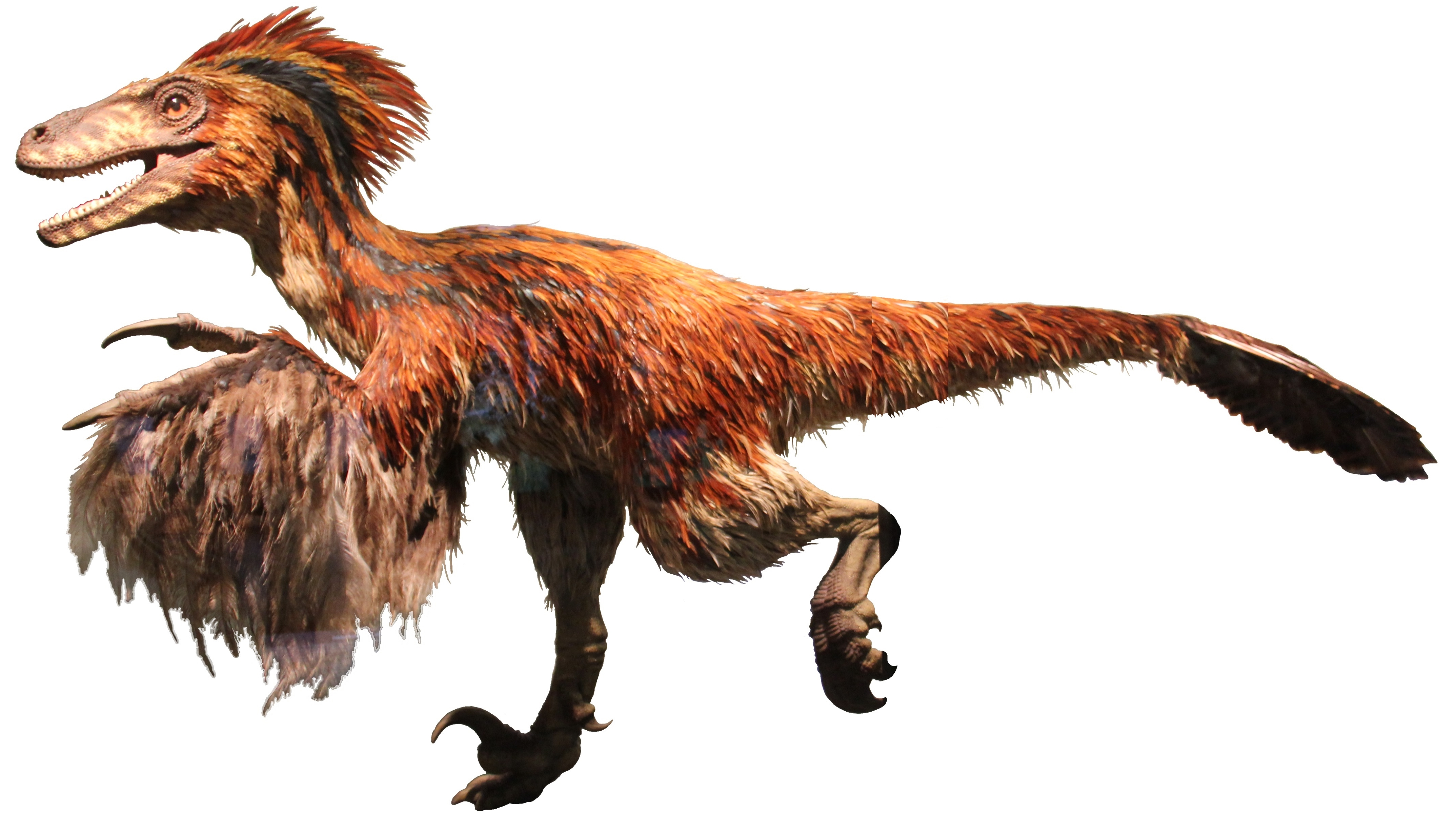
Deinonychus à plumes (reconstitution du Musée d'histoire naturelle de Vienne).

Deinonychus est l'un des dromæosauridés les mieux connus et est un proche parent du Velociraptor, plus petit, que l'on trouve dans les terrains plus jeunes de la fin du Crétacé en Asie centrale,. Phil Currie place Deinonychus, comme les autres dromæosauridés, avec Velociraptor dans le clade des Velociraptorinae. Ce clade, inventé par Rinchen Barsbold en 1983 ne contenait à l'origine que le genre Velociraptor. Deux genres datant du Crétacé supérieur, Tsaagan découvert en Mongolie et Saurornitholestes en Amérique du Nord, semblent également proches, même si ce dernier est mal connu et difficile à classer précisément. Velociraptor et ses apparentés sont considérés comme utilisant plus leurs griffes que leurs dents pour tuer, contrairement à d'autres dromæosauridés comme Dromaeosaurus, qui utilisent plus leurs têtes trapues.

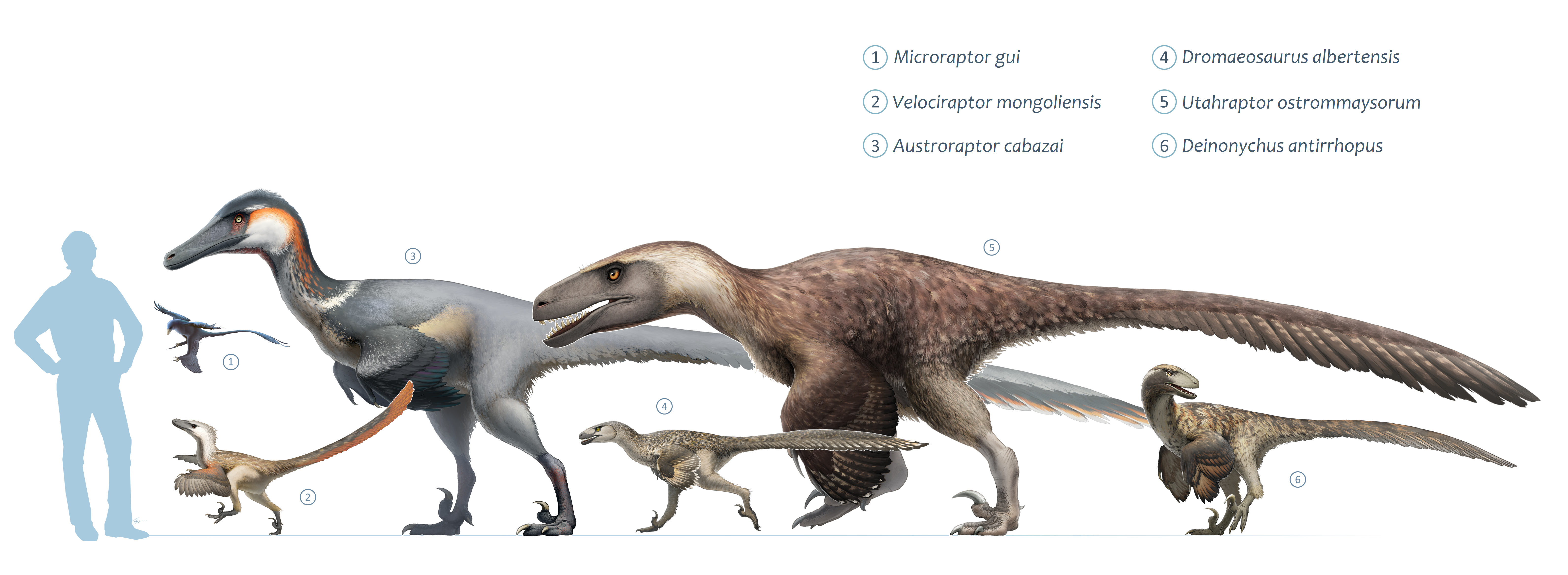
Taille du Deinonychus (6) comparée à d'autres Dromaeosauridae.

Une étude phylogénétique des paléontologues Nicholas Longrich et Philip J. Currie menée en 2009 modifie la place de Deinonychus, qui n'est plus dans cette étude considéré comme faisant partie des Velociraptorinae, mais du clade des Eudromaeosauria, dans la famille des dromæosauridés. Cela donne le cladogramme ci-dessous :
|  | Saurornitholestes |
|  |                   |
|  | Atrociraptor      |
|  |                   |
|  | Bambiraptor       |
|  |                   |

|  | Velociraptor |
|  |              |
|  | Itemirus     |
|  |              |

|  | Adasaurus   |
|  |             |
|  | Tsaagan     |
|  |             |
|  | Linheraptor |
|  |             |

|  | Velociraptor |
|  |              |
|  | Itemirus     |
|  |              |

|  | Adasaurus   |
|  |             |
|  | Tsaagan     |
|  |             |
|  | Linheraptor |
|  |             |

|  | Dromaeosaurus |
|  |               |
|  | Utahraptor    |
|  |               |
|  | Achillobator  |
|  |               |

|  | Velociraptor |
|  |              |
|  | Itemirus     |
|  |              |

|  | Adasaurus   |
|  |             |
|  | Tsaagan     |
|  |             |
|  | Linheraptor |
|  |             |

|  | Velociraptor |
|  |              |
|  | Itemirus     |
|  |              |

|  | Adasaurus   |
|  |             |
|  | Tsaagan     |
|  |             |
|  | Linheraptor |
|  |             |

|  | Dromaeosaurus |
|  |               |
|  | Utahraptor    |
|  |               |
|  | Achillobator  |
|  |               |

|  | Velociraptor |
|  |              |
|  | Itemirus     |
|  |              |

|  | Adasaurus   |
|  |             |
|  | Tsaagan     |
|  |             |
|  | Linheraptor |
|  |             |

|  | Velociraptor |
|  |              |
|  | Itemirus     |
|  |              |

|  | Adasaurus   |
|  |             |
|  | Tsaagan     |
|  |             |
|  | Linheraptor |
|  |             |

|  | Dromaeosaurus |
|  |               |
|  | Utahraptor    |
|  |               |
|  | Achillobator  |
|  |               |

|  | Velociraptor |
|  |              |
|  | Itemirus     |
|  |              |

|  | Adasaurus   |
|  |             |
|  | Tsaagan     |
|  |             |
|  | Linheraptor |
|  |             |

|  | Velociraptor |
|  |              |
|  | Itemirus     |
|  |              |

|  | Adasaurus   |
|  |             |
|  | Tsaagan     |
|  |             |
|  | Linheraptor |
|  |             |

|  | Dromaeosaurus |
|  |               |
|  | Utahraptor    |
|  |               |
|  | Achillobator  |
|  |               |

|  | Saurornitholestes |
|  |                   |
|  | Atrociraptor      |
|  |                   |
|  | Bambiraptor       |
|  |                   |

|  | Velociraptor |
|  |              |
|  | Itemirus     |
|  |              |

|  | Adasaurus   |
|  |             |
|  | Tsaagan     |
|  |             |
|  | Linheraptor |
|  |             |

|  | Velociraptor |
|  |              |
|  | Itemirus     |
|  |              |

|  | Adasaurus   |
|  |             |
|  | Tsaagan     |
|  |             |
|  | Linheraptor |
|  |             |

|  | Dromaeosaurus |
|  |               |
|  | Utahraptor    |
|  |               |
|  | Achillobator  |
|  |               |

|  | Velociraptor |
|  |              |
|  | Itemirus     |
|  |              |

|  | Adasaurus   |
|  |             |
|  | Tsaagan     |
|  |             |
|  | Linheraptor |
|  |             |

|  | Velociraptor |
|  |              |
|  | Itemirus     |
|  |              |

|  | Adasaurus   |
|  |             |
|  | Tsaagan     |
|  |             |
|  | Linheraptor |
|  |             |

|  | Dromaeosaurus |
|  |               |
|  | Utahraptor    |
|  |               |
|  | Achillobator  |
|  |               |

|  | Velociraptor |
|  |              |
|  | Itemirus     |
|  |              |

|  | Adasaurus   |
|  |             |
|  | Tsaagan     |
|  |             |
|  | Linheraptor |
|  |             |

|  | Velociraptor |
|  |              |
|  | Itemirus     |
|  |              |

|  | Adasaurus   |
|  |             |
|  | Tsaagan     |
|  |             |
|  | Linheraptor |
|  |             |

|  | Dromaeosaurus |
|  |               |
|  | Utahraptor    |
|  |               |
|  | Achillobator  |
|  |               |

|  | Velociraptor |
|  |              |
|  | Itemirus     |
|  |              |

|  | Adasaurus   |
|  |             |
|  | Tsaagan     |
|  |             |
|  | Linheraptor |
|  |             |

|  | Velociraptor |
|  |              |
|  | Itemirus     |
|  |              |

|  | Adasaurus   |
|  |             |
|  | Tsaagan     |
|  |             |
|  | Linheraptor |
|  |             |

|  | Dromaeosaurus |
|  |               |
|  | Utahraptor    |
|  |               |
|  | Achillobator  |
|  |               |

Des études postérieures, telle celle menée en 2015 par Robert DePalma et ses collègues lors de la description de Dakotaraptor, placent Deinonychus parmi les Dromaeosaurinae, proche des genres Atrociprator, Achillobator et Utahraptor :
|  | Utahraptor                                                     |
|  |                                                                |
|  | \| \| Dakotaraptor \| \| \| \| \| \| Dromaeosaurus \| \| \| \| |
|  |                                                                |
|  | Dakotaraptor                                                   |
|  |                                                                |
|  | Dromaeosaurus                                                  |
|  |                                                                |

|  | Dakotaraptor  |
|  |               |
|  | Dromaeosaurus |
|  |               |

|  | Utahraptor                                                     |
|  |                                                                |
|  | \| \| Dakotaraptor \| \| \| \| \| \| Dromaeosaurus \| \| \| \| |
|  |                                                                |
|  | Dakotaraptor                                                   |
|  |                                                                |
|  | Dromaeosaurus                                                  |
|  |                                                                |

|  | Dakotaraptor  |
|  |               |
|  | Dromaeosaurus |
|  |               |

|  | Utahraptor                                                     |
|  |                                                                |
|  | \| \| Dakotaraptor \| \| \| \| \| \| Dromaeosaurus \| \| \| \| |
|  |                                                                |
|  | Dakotaraptor                                                   |
|  |                                                                |
|  | Dromaeosaurus                                                  |
|  |                                                                |

|  | Dakotaraptor  |
|  |               |
|  | Dromaeosaurus |
|  |               |

|  | Utahraptor                                                     |
|  |                                                                |
|  | \| \| Dakotaraptor \| \| \| \| \| \| Dromaeosaurus \| \| \| \| |
|  |                                                                |
|  | Dakotaraptor                                                   |
|  |                                                                |
|  | Dromaeosaurus                                                  |
|  |                                                                |

|  | Dakotaraptor  |
|  |               |
|  | Dromaeosaurus |
|  |               |

|  | Utahraptor                                                     |
|  |                                                                |
|  | \| \| Dakotaraptor \| \| \| \| \| \| Dromaeosaurus \| \| \| \| |
|  |                                                                |
|  | Dakotaraptor                                                   |
|  |                                                                |
|  | Dromaeosaurus                                                  |
|  |                                                                |

|  | Dakotaraptor  |
|  |               |
|  | Dromaeosaurus |
|  |               |

|  | Utahraptor                                                     |
|  |                                                                |
|  | \| \| Dakotaraptor \| \| \| \| \| \| Dromaeosaurus \| \| \| \| |
|  |                                                                |
|  | Dakotaraptor                                                   |
|  |                                                                |
|  | Dromaeosaurus                                                  |
|  |                                                                |

|  | Dakotaraptor  |
|  |               |
|  | Dromaeosaurus |
|  |               |

|  | Utahraptor                                                     |
|  |                                                                |
|  | \| \| Dakotaraptor \| \| \| \| \| \| Dromaeosaurus \| \| \| \| |
|  |                                                                |
|  | Dakotaraptor                                                   |
|  |                                                                |
|  | Dromaeosaurus                                                  |
|  |                                                                |

|  | Dakotaraptor  |
|  |               |
|  | Dromaeosaurus |
|  |               |

|  | Utahraptor                                                     |
|  |                                                                |
|  | \| \| Dakotaraptor \| \| \| \| \| \| Dromaeosaurus \| \| \| \| |
|  |                                                                |
|  | Dakotaraptor                                                   |
|  |                                                                |
|  | Dromaeosaurus                                                  |
|  |                                                                |

|  | Dakotaraptor  |
|  |               |
|  | Dromaeosaurus |
|  |               |

|  | Utahraptor                                                     |
|  |                                                                |
|  | \| \| Dakotaraptor \| \| \| \| \| \| Dromaeosaurus \| \| \| \| |
|  |                                                                |
|  | Dakotaraptor                                                   |
|  |                                                                |
|  | Dromaeosaurus                                                  |
|  |                                                                |

|  | Dakotaraptor  |
|  |               |
|  | Dromaeosaurus |
|  |               |

|  | Utahraptor                                                     |
|  |                                                                |
|  | \| \| Dakotaraptor \| \| \| \| \| \| Dromaeosaurus \| \| \| \| |
|  |                                                                |
|  | Dakotaraptor                                                   |
|  |                                                                |
|  | Dromaeosaurus                                                  |
|  |                                                                |

|  | Dakotaraptor  |
|  |               |
|  | Dromaeosaurus |
|  |               |

|  | Utahraptor                                                     |
|  |                                                                |
|  | \| \| Dakotaraptor \| \| \| \| \| \| Dromaeosaurus \| \| \| \| |
|  |                                                                |
|  | Dakotaraptor                                                   |
|  |                                                                |
|  | Dromaeosaurus                                                  |
|  |                                                                |

|  | Dakotaraptor  |
|  |               |
|  | Dromaeosaurus |
|  |               |

|  | Utahraptor                                                     |
|  |                                                                |
|  | \| \| Dakotaraptor \| \| \| \| \| \| Dromaeosaurus \| \| \| \| |
|  |                                                                |
|  | Dakotaraptor                                                   |
|  |                                                                |
|  | Dromaeosaurus                                                  |
|  |                                                                |

|  | Dakotaraptor  |
|  |               |
|  | Dromaeosaurus |
|  |               |

|  | Utahraptor                                                     |
|  |                                                                |
|  | \| \| Dakotaraptor \| \| \| \| \| \| Dromaeosaurus \| \| \| \| |
|  |                                                                |
|  | Dakotaraptor                                                   |
|  |                                                                |
|  | Dromaeosaurus                                                  |
|  |                                                                |

|  | Dakotaraptor  |
|  |               |
|  | Dromaeosaurus |
|  |               |

|  | Utahraptor                                                     |
|  |                                                                |
|  | \| \| Dakotaraptor \| \| \| \| \| \| Dromaeosaurus \| \| \| \| |
|  |                                                                |
|  | Dakotaraptor                                                   |
|  |                                                                |
|  | Dromaeosaurus                                                  |
|  |                                                                |

|  | Dakotaraptor  |
|  |               |
|  | Dromaeosaurus |
|  |               |

|  | Utahraptor                                                     |
|  |                                                                |
|  | \| \| Dakotaraptor \| \| \| \| \| \| Dromaeosaurus \| \| \| \| |
|  |                                                                |
|  | Dakotaraptor                                                   |
|  |                                                                |
|  | Dromaeosaurus                                                  |
|  |                                                                |

|  | Dakotaraptor  |
|  |               |
|  | Dromaeosaurus |
|  |               |

|  | Utahraptor                                                     |
|  |                                                                |
|  | \| \| Dakotaraptor \| \| \| \| \| \| Dromaeosaurus \| \| \| \| |
|  |                                                                |
|  | Dakotaraptor                                                   |
|  |                                                                |
|  | Dromaeosaurus                                                  |
|  |                                                                |

|  | Dakotaraptor  |
|  |               |
|  | Dromaeosaurus |
|  |               |

|  | Utahraptor                                                     |
|  |                                                                |
|  | \| \| Dakotaraptor \| \| \| \| \| \| Dromaeosaurus \| \| \| \| |
|  |                                                                |
|  | Dakotaraptor                                                   |
|  |                                                                |
|  | Dromaeosaurus                                                  |
|  |                                                                |

|  | Dakotaraptor  |
|  |               |
|  | Dromaeosaurus |
|  |               |

|  | Utahraptor                                                     |
|  |                                                                |
|  | \| \| Dakotaraptor \| \| \| \| \| \| Dromaeosaurus \| \| \| \| |
|  |                                                                |
|  | Dakotaraptor                                                   |
|  |                                                                |
|  | Dromaeosaurus                                                  |
|  |                                                                |

|  | Dakotaraptor  |
|  |               |
|  | Dromaeosaurus |
|  |               |

|  | Utahraptor                                                     |
|  |                                                                |
|  | \| \| Dakotaraptor \| \| \| \| \| \| Dromaeosaurus \| \| \| \| |
|  |                                                                |
|  | Dakotaraptor                                                   |
|  |                                                                |
|  | Dromaeosaurus                                                  |
|  |                                                                |

|  | Dakotaraptor  |
|  |               |
|  | Dromaeosaurus |
|  |               |

|  | Utahraptor                                                     |
|  |                                                                |
|  | \| \| Dakotaraptor \| \| \| \| \| \| Dromaeosaurus \| \| \| \| |
|  |                                                                |
|  | Dakotaraptor                                                   |
|  |                                                                |
|  | Dromaeosaurus                                                  |
|  |                                                                |

|  | Dakotaraptor  |
|  |               |
|  | Dromaeosaurus |
|  |               |

|  | Utahraptor                                                     |
|  |                                                                |
|  | \| \| Dakotaraptor \| \| \| \| \| \| Dromaeosaurus \| \| \| \| |
|  |                                                                |
|  | Dakotaraptor                                                   |
|  |                                                                |
|  | Dromaeosaurus                                                  |
|  |                                                                |

|  | Dakotaraptor  |
|  |               |
|  | Dromaeosaurus |
|  |               |

|  | Utahraptor                                                     |
|  |                                                                |
|  | \| \| Dakotaraptor \| \| \| \| \| \| Dromaeosaurus \| \| \| \| |
|  |                                                                |
|  | Dakotaraptor                                                   |
|  |                                                                |
|  | Dromaeosaurus                                                  |
|  |                                                                |

|  | Dakotaraptor  |
|  |               |
|  | Dromaeosaurus |
|  |               |

|  | Utahraptor                                                     |
|  |                                                                |
|  | \| \| Dakotaraptor \| \| \| \| \| \| Dromaeosaurus \| \| \| \| |
|  |                                                                |
|  | Dakotaraptor                                                   |
|  |                                                                |
|  | Dromaeosaurus                                                  |
|  |                                                                |

|  | Dakotaraptor  |
|  |               |
|  | Dromaeosaurus |
|  |               |

|  | Utahraptor                                                     |
|  |                                                                |
|  | \| \| Dakotaraptor \| \| \| \| \| \| Dromaeosaurus \| \| \| \| |
|  |                                                                |
|  | Dakotaraptor                                                   |
|  |                                                                |
|  | Dromaeosaurus                                                  |
|  |                                                                |

|  | Dakotaraptor  |
|  |               |
|  | Dromaeosaurus |
|  |               |

|  | Utahraptor                                                     |
|  |                                                                |
|  | \| \| Dakotaraptor \| \| \| \| \| \| Dromaeosaurus \| \| \| \| |
|  |                                                                |
|  | Dakotaraptor                                                   |
|  |                                                                |
|  | Dromaeosaurus                                                  |
|  |                                                                |

|  | Dakotaraptor  |
|  |               |
|  | Dromaeosaurus |
|  |               |

|  | Utahraptor                                                     |
|  |                                                                |
|  | \| \| Dakotaraptor \| \| \| \| \| \| Dromaeosaurus \| \| \| \| |
|  |                                                                |
|  | Dakotaraptor                                                   |
|  |                                                                |
|  | Dromaeosaurus                                                  |
|  |                                                                |

|  | Dakotaraptor  |
|  |               |
|  | Dromaeosaurus |
|  |               |

|  | Utahraptor                                                     |
|  |                                                                |
|  | \| \| Dakotaraptor \| \| \| \| \| \| Dromaeosaurus \| \| \| \| |
|  |                                                                |
|  | Dakotaraptor                                                   |
|  |                                                                |
|  | Dromaeosaurus                                                  |
|  |                                                                |

|  | Dakotaraptor  |
|  |               |
|  | Dromaeosaurus |
|  |               |

|  | Utahraptor                                                     |
|  |                                                                |
|  | \| \| Dakotaraptor \| \| \| \| \| \| Dromaeosaurus \| \| \| \| |
|  |                                                                |
|  | Dakotaraptor                                                   |
|  |                                                                |
|  | Dromaeosaurus                                                  |
|  |                                                                |

|  | Dakotaraptor  |
|  |               |
|  | Dromaeosaurus |
|  |               |

|  | Utahraptor                                                     |
|  |                                                                |
|  | \| \| Dakotaraptor \| \| \| \| \| \| Dromaeosaurus \| \| \| \| |
|  |                                                                |
|  | Dakotaraptor                                                   |
|  |                                                                |
|  | Dromaeosaurus                                                  |
|  |                                                                |

|  | Dakotaraptor  |
|  |               |
|  | Dromaeosaurus |
|  |               |

|  | Utahraptor                                                     |
|  |                                                                |
|  | \| \| Dakotaraptor \| \| \| \| \| \| Dromaeosaurus \| \| \| \| |
|  |                                                                |
|  | Dakotaraptor                                                   |
|  |                                                                |
|  | Dromaeosaurus                                                  |
|  |                                                                |

|  | Dakotaraptor  |
|  |               |
|  | Dromaeosaurus |
|  |               |

|  | Utahraptor                                                     |
|  |                                                                |
|  | \| \| Dakotaraptor \| \| \| \| \| \| Dromaeosaurus \| \| \| \| |
|  |                                                                |
|  | Dakotaraptor                                                   |
|  |                                                                |
|  | Dromaeosaurus                                                  |
|  |                                                                |

|  | Dakotaraptor  |
|  |               |
|  | Dromaeosaurus |
|  |               |

|  | Utahraptor                                                     |
|  |                                                                |
|  | \| \| Dakotaraptor \| \| \| \| \| \| Dromaeosaurus \| \| \| \| |
|  |                                                                |
|  | Dakotaraptor                                                   |
|  |                                                                |
|  | Dromaeosaurus                                                  |
|  |                                                                |

|  | Dakotaraptor  |
|  |               |
|  | Dromaeosaurus |
|  |               |

## Paléobiologie
Les données géologiques indiquent que Deinonychus habitait des plaines inondables ou des zones de marais. Le paléoenvironnement des formations de Cloverly et d'Antlers où ont été trouvés les restes de Deinonychus était constitué de forêts tropicales ou subtropicales, de deltas et de lagunes, et n'était pas sans rappeler la Louisiane d'aujourd'hui,. Les Deinonychus partageaient notamment leur milieu avec les dinosaures herbivores tels que les Sauropelta et leur carapace et les ornithopodes Zephyrosaurus et Tenontosaurus. Dans l'Oklahoma, l'écosystème de Deinonychus incluait également le grand théropode Acrocanthosaurus, l'énorme sauropode Sauroposeidon, le crocodilien Goniopholis et le sémionotiforme Lepisosteus. Si les dents trouvées dans le Maryland sont celles de Deinonychus, alors ses voisins comprenaient également Astrodon et un nodosaure (appelé Priconodon) connu seulement à partir de ses dents. La partie centrale de la Formation de Cloverly peut être datée de 115 ± 10 Ma près de la base à 108,5 ± 0,2 Ma près du sommet.

### Comportement prédateur

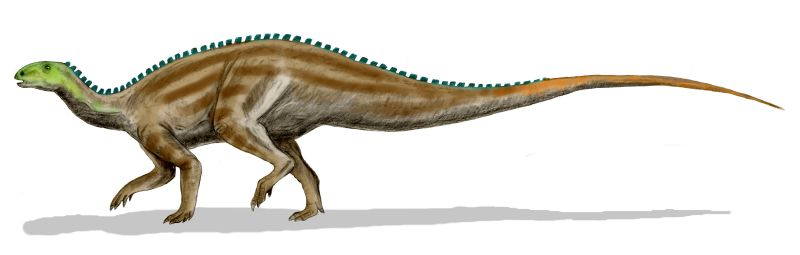
Tenontosaurus, certainement une proie chassée par Deinonychus.

Des dents de Deinonychus ont souvent été trouvées associées à des fossiles du dinosaure ornithopode Tenontosaurus dans la formation de Cloverly. Deux sites ont été découverts présentant des fossiles assez complets de Deinonychus près de fossiles de Tenontosaurus. Le premier, la carrière de Yale dans la formation de Cloverly au Montana, comprend de nombreuses dents, quatre squelettes d'adultes et un de juvénile. L'association de plusieurs squelettes de Deinonychus dans un même lieu à proximité d'un Tenontosaurus donne à penser que les premiers ont pu se nourrir du second et l'ont même peut-être chassé. Ostrom et Maxwell ont même utilisé cette information pour spéculer que Deinonychus aurait pu vivre et chasser en meute. La seconde carrière est située dans la formation d'Antlers en Oklahoma. Le site contient six squelettes partiels de Tenontosaurus de différentes tailles, avec un squelette partiel et de nombreuses dents de Deinonychus. Un humérus de Tenontosaurus porte même ce qui pourrait être des marques de dents de Deinonychus. Brinkman et al. (1998) soulignent qu'un Deinonychus adulte pesait entre 70 et 100 kg tandis que les Tenontosaurus adultes pesaient entre 1 et 4 tonnes. Un Deinonychus solitaire ne pouvait pas tuer un Tenontosaurus adulte, ce qui suggère que les Deinonychus savaient chasser en groupe.
Une étude récente de Roach et Brinkman a remis en question le comportement de chasse en groupe des Deinonychus, en se basant sur ce qui est connu des méthodes de chasse des carnivores modernes et de la taphonomie des fossiles de Tenontosaurus. Les archosauriens actuels (les oiseaux et les crocodiles) et le Dragon de Komodo ont peu tendance à chasser en groupe ; au contraire, ce sont généralement soit des chasseurs solitaires, soit des animaux attirés par des carcasses, ce qui engendre beaucoup de conflits entre individus de la même espèce. Par exemple, dans des situations où des groupes de dragons de Komodo mangent ensemble, les plus gros individus mangent en premier et attaquent les petits dragons qui tentent de se nourrir et, si le petit animal est tué, il est cannibalisé. Lorsque cette observation est appliquée aux sites où l'on a retrouvé des fossiles de Tenontosaurus, on se rend compte qu'il est possible que les Deinonychus présentent une stratégie alimentaire analogue à celle des dragons de Komodo ou des crocodiles. En effet, les squelettes de Deinonychus découverts sur ces sites sont de jeunes adultes, auxquels il manque des pièces osseuses, situation compatible avec le fait qu'ils ont pu être mangés par d'autres Deinonychus. Par contre, un article de Li et al. décrit des sites présentant des empreintes de pas aux enjambées régulières et avec des voies de cheminement parallèles, ce qui correspondrait plus à un comportement de chasse en groupe qu'à des arrivées non coordonnées d'animaux venant s'alimenter sur une carcasse.

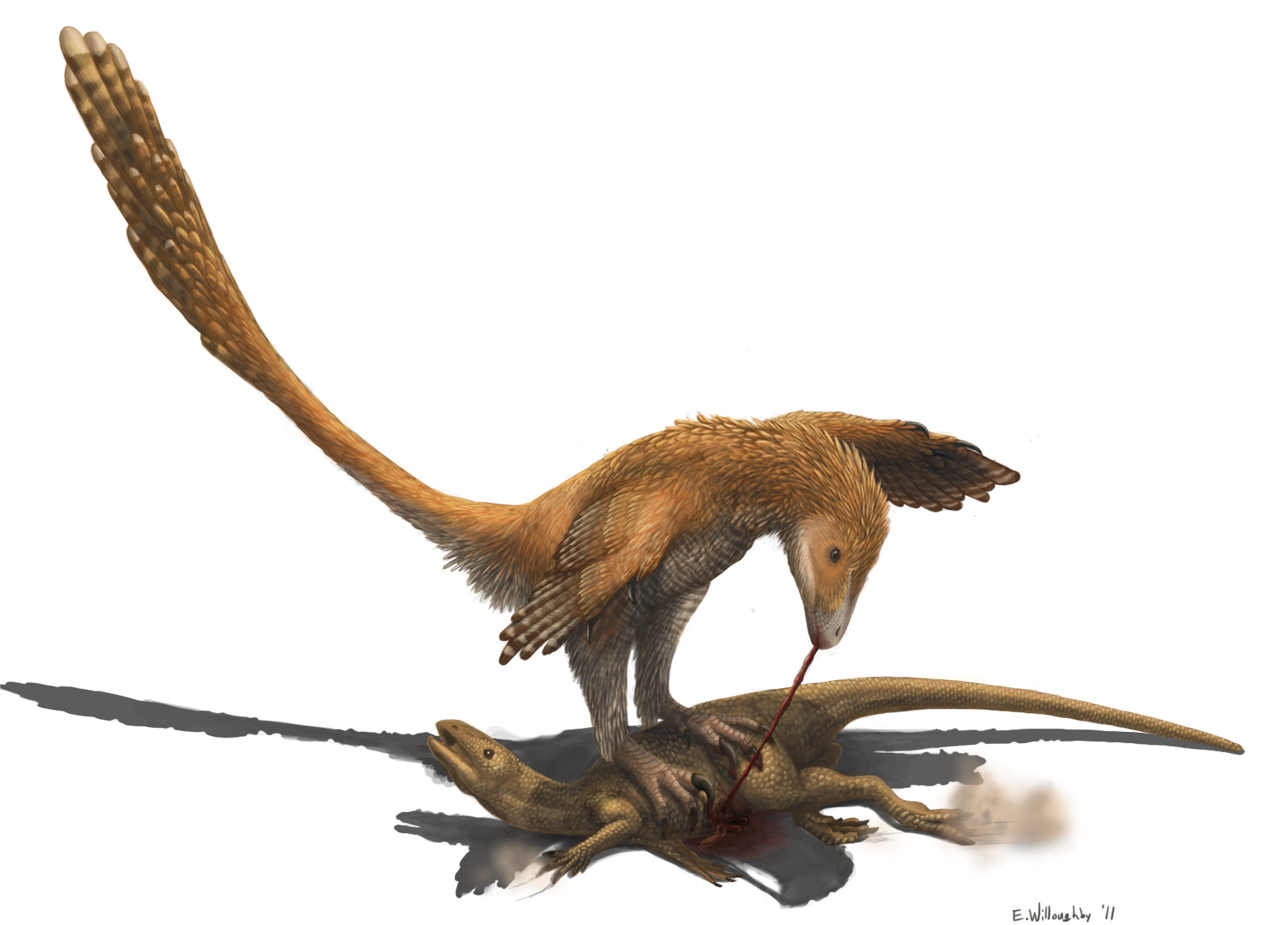
Vue d'artiste d'un Deinonychus mangeant un Zephyrosaurus de la manière suggérée par Fowler (2011).

En 2011, Denver Fowler et ses collègues ont proposé une nouvelle méthode selon laquelle Deinonychus et d'autres dromaeosaures peuvent avoir capturé et maîtrisé leurs proies. Ce modèle de prédation propose que Deinonychus tuait sa proie d'une manière très semblable aux oiseaux de proie modernes de la famille des Accipitridés, en sautant sur sa victime, en l'immobilisant sous son poids, et la saisissant fermement avec ses grandes griffes en forme de faucille. Comme les Accipitridés, le dromaeosaure pourrait alors commencer à manger sa proie encore vivante, jusqu'à ce que celle-ci finisse par succomber par hémorragie ou perte d'un organe. Cette proposition se fonde principalement sur des comparaisons entre la morphologie et les proportions des pieds et des jambes de dromaeosaures et celles de plusieurs groupes d'oiseaux de proie existants ayant des comportements prédateurs connus. Fowler a constaté que les pieds et les jambes des dromaeosaures ressemblent le plus à celles des aigles et des faucons, en particulier pour avoir une deuxième griffe élargie et une amplitude similaire dans le mouvement de saisie. Toutefois, le métatarse court et la solidité du pied ressembleraient plus à ceux des hiboux. La méthode proposée de prédation serait compatible avec d'autres aspects de l'anatomie de Deinonychus, comme leur mâchoire inhabituelle et la morphologie des bras. Ces derniers étaient probablement couverts de longues plumes, et ont peut-être été utilisés comme stabilisateurs, en effectuant un battement pour conserver l'équilibre au-dessus d'une proie se débattant, avec la queue raidie pour faire contrepoids. Ces adaptations dans le mode de prédation pourraient également avoir des implications dans l'origine du vol battu chez les paraviens.

#### Puissance de la mâchoire

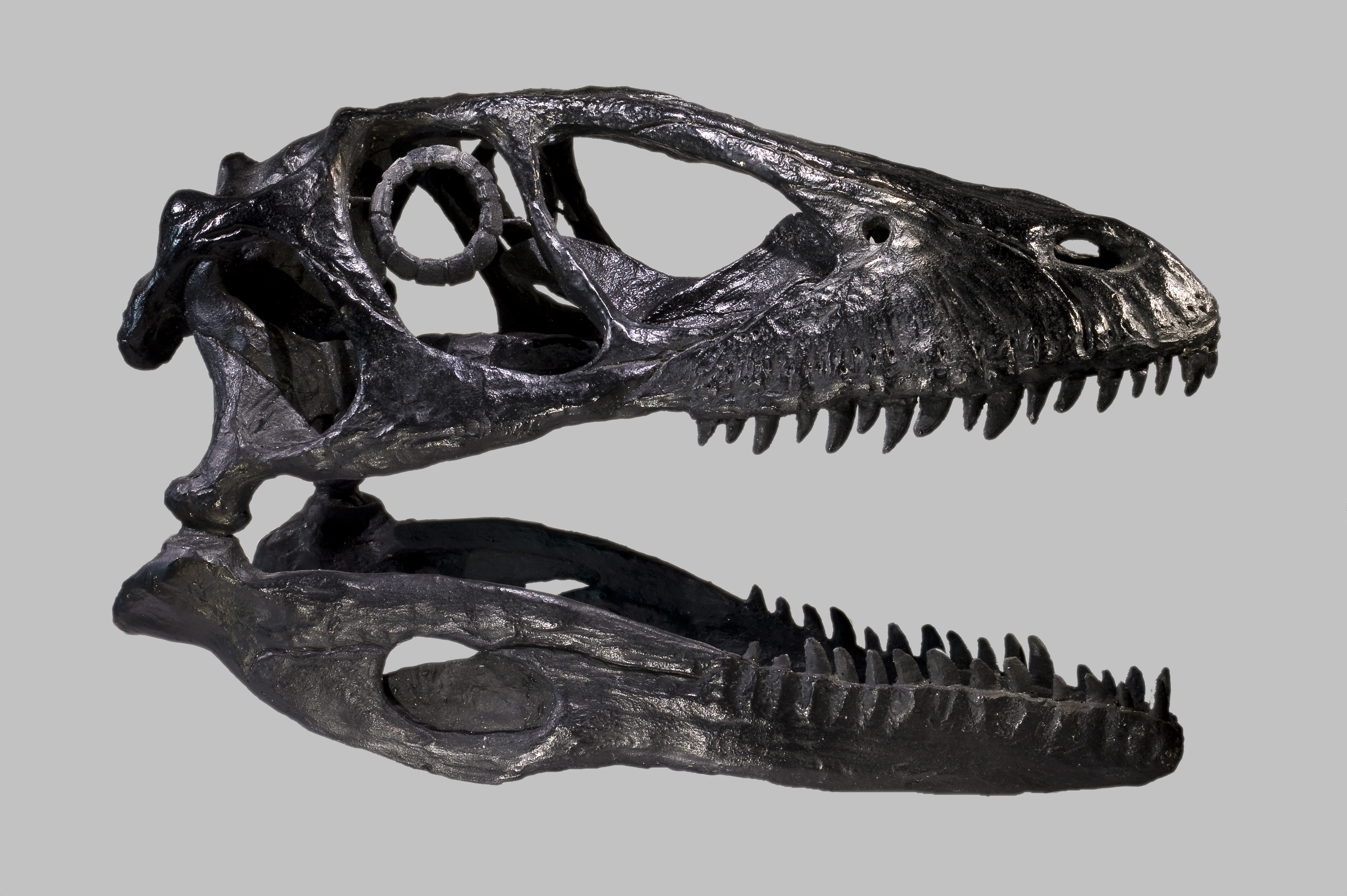
Crâne de Deinonychus.

La première estimation de la puissance de la mâchoire d'un Deinonychus a été réalisée en 2005, en se basant sur la musculature d'une mâchoire reconstruite. Cette étude a conclu que Deinonychus possédait probablement une force maximale de morsure égale à 15 % de celle d'un alligator moderne. Une étude menée en 2010 par Paul Gignac et son équipe a tenté d'estimer la puissance de la mâchoire en se basant directement sur les marques de dents de Deinonychus nouvellement découvertes dans les os d'un Tenontosaurus. Les marques de morsures provenaient d'un adulte de grande taille et ont fourni les premières preuves que Deinonychus pouvait perforer un os. En utilisant ces empreintes, l'équipe de Gignac a été en mesure de déterminer que la puissance de la mâchoire de Deinonychus était significativement plus élevée que ce que les études antérieures basées uniquement sur la biomécanique avaient estimé. Ils ont trouvé une force se situant entre 4 100 et 8 200 newtons, plus que les mammifères carnivores actuels, y compris la hyène, et équivalente à celle d'un alligator de taille similaire.
Cependant, Gignac et son équipe ont également noté que les marques de perforation d'os par Deinonychus sont relativement rares, contrairement aux nombreuses marques de perforation connues dues à de grands théropodes comme Tyrannosaurus. Deinonychus ne devait probablement pas souvent briser ou manger des os. Au lieu de cela, il a probablement utilisé sa force de morsure pour se défendre ou attaquer ses proies mais pas pour se nourrir.

#### Rôle des membres

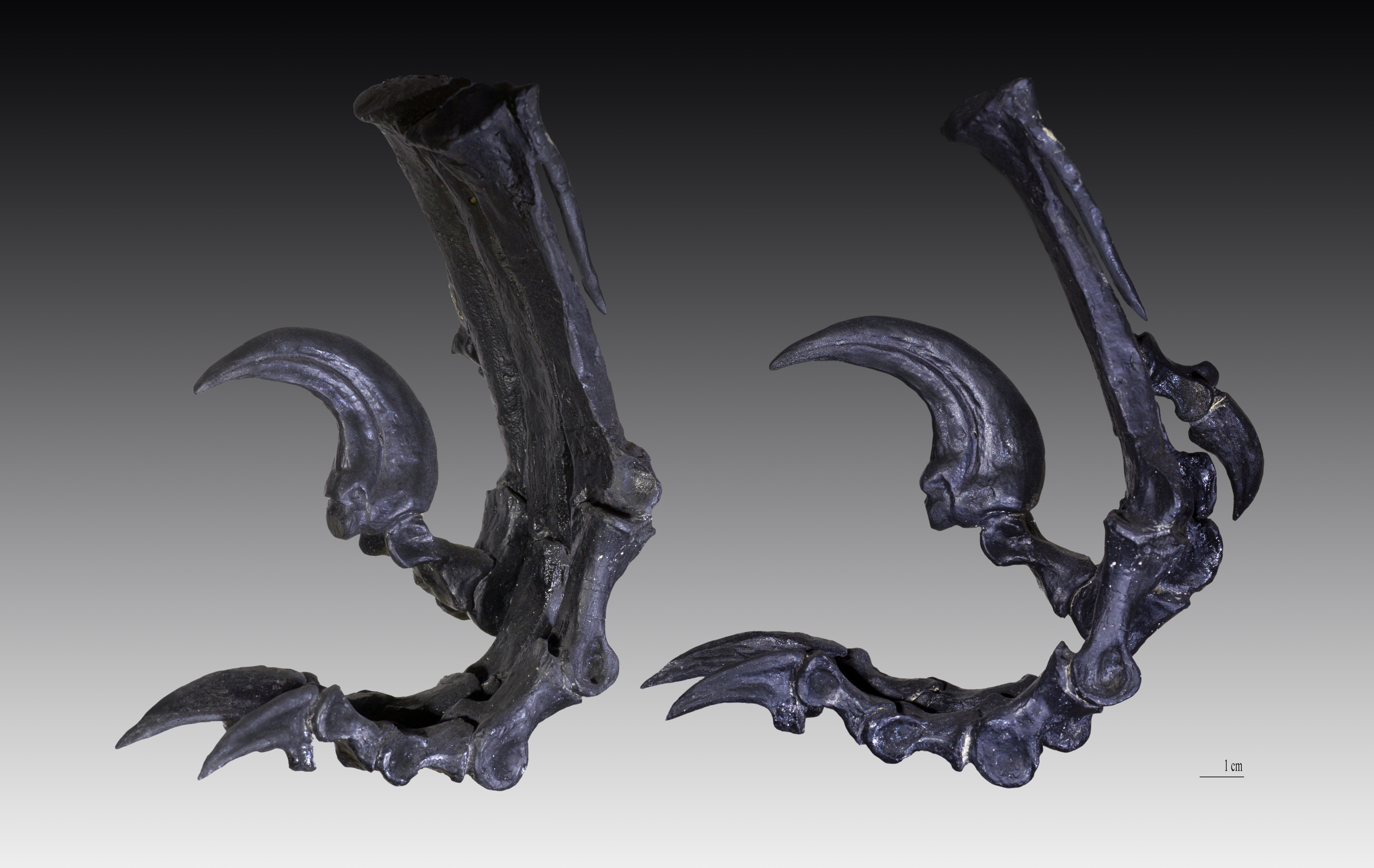
Moulage des os du pied montrant la griffe en faucille du deuxième orteil.

Alors qu'elle est l'élément le plus caractéristique de Deinonychus, la forme et la courbure de la griffe du deuxième orteil varie selon les spécimens. Le spécimen type décrit par Ostrom en 1969 a des griffes fortement courbées tandis qu'un individu décrit en 1976 avait des griffes à la courbure beaucoup moins marquée, plus proche de celle des griffes « normales » des autres orteils. Ostrom pensait que cette différence de taille et de forme pouvait être liée au sexe ou à l'âge, mais sans pouvoir l'affirmer avec certitude.
Des études portant sur l'anatomie de ces animaux et leurs empreintes laissent à penser que cette griffe n'entrait pas en contact avec le sol, les animaux se déplaçant sur les troisième et quatrième orteils. Ostrom a émis l'hypothèse suivant laquelle Deinonychus utilisait ses grandes griffes pour couper et lacérer ses proies. Certains chercheurs pensent même qu'il les utilisait pour éventrer les grands dinosaures cératopsiens. D'autres études ont conclu que ces griffes n'étaient pas utilisées pour lacérer mais plutôt pour porter de petits coups à la victime. Manning et al. (2005) ont effectué des essais avec une réplique robotique imitant précisément l'anatomie de Deinonychus et de Velociraptor. Ils ont utilisé ce robot muni de vérins pour attaquer une carcasse de porc. Au cours de ces essais, les serres n'ont fait que des perforations peu profondes et il semble donc qu'elles ne pouvaient pas couper ou dilacérer la carcasse. Les auteurs pensent ainsi que les griffes servaient plus à grimper sur les proies qu'à les tuer.

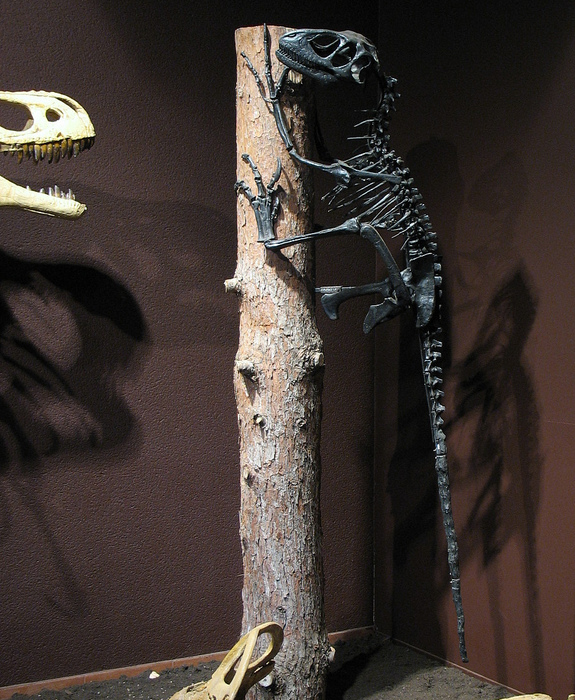
Squelette de Deinonychus installé en train de monter dans un arbre.

Ostrom a comparé Deinonychus à l'autruche et au casoar. Il a noté que ces deux espèces d'oiseaux pouvaient infliger de graves blessures grâce à la grande griffe de leur deuxième orteil. Le casoar a des griffes pouvant atteindre jusqu'à 125 millimètres de long. Ostrom a cité Gilliard (1958) qui avait observé qu'elles peuvent couper un bras ou éventrer un homme. Kofron (1999 et 2003) a étudié 241 attaques documentées de casoar, au cours desquelles un homme et deux chiens ont été tués, mais sans prouver que les casoars pouvaient éventrer ou démembrer les autres animaux,. Les casoars utilisent leurs griffes pour se défendre, attaquer des animaux qui les menacent et dans les combats entre mâles en période de reproduction. Les cariamas ont aussi une grande griffe au deuxième orteil. Ils l'utilisent pour déchirer leurs proies en petits morceaux avant de les avaler.

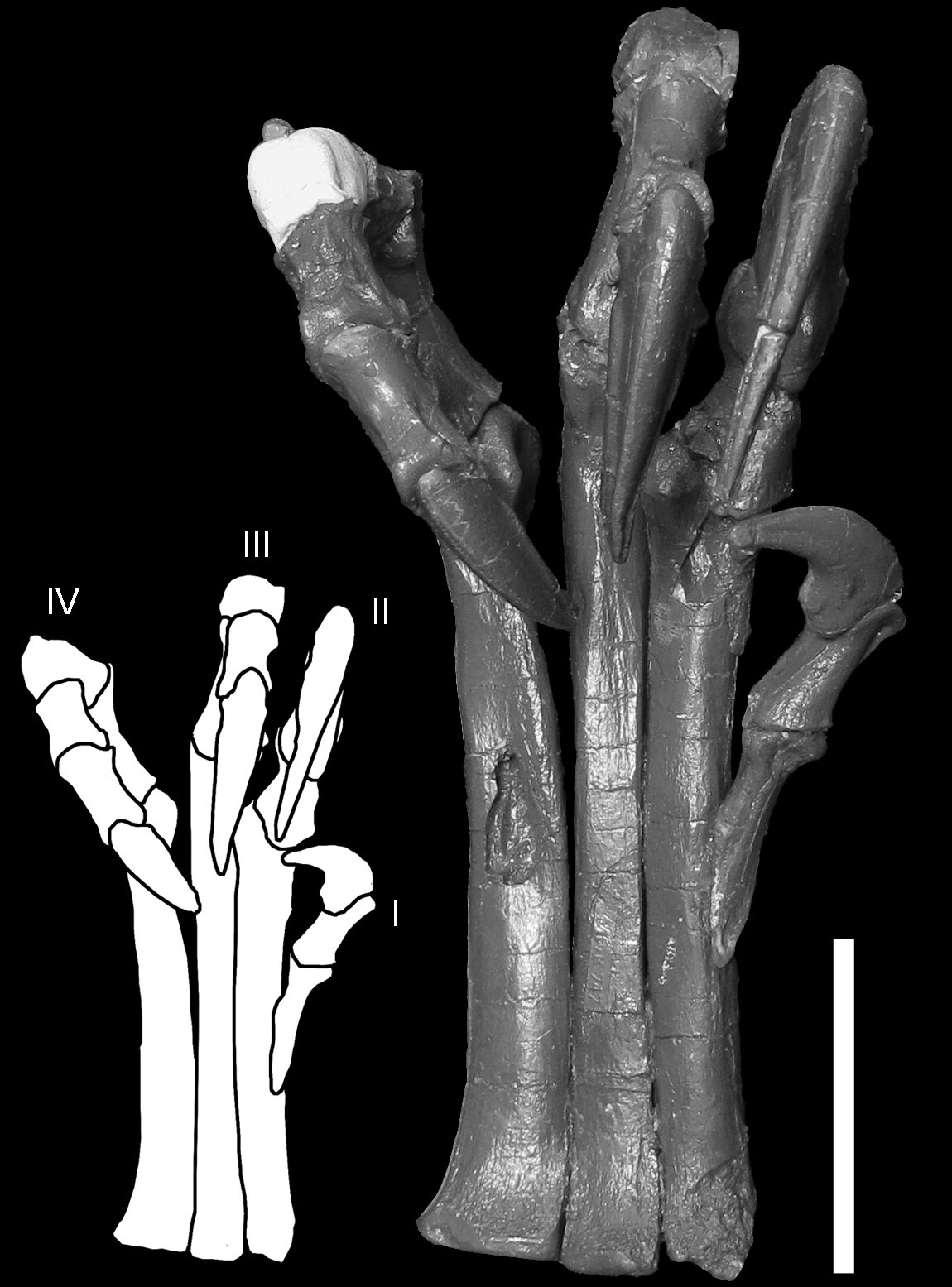
Pied (MOR 747) en flexion.

Des études biomécaniques menées par Ken Carpenter en 2002 ont confirmé que la fonction la plus probable des membres antérieurs était de saisir les proies, leur grande longueur leur permettant d'avoir une plus grande portée que la plupart des autres théropodes. La présence d'un coracoïde assez large et allongé, permettant l'insertion de muscles puissants pour les membres antérieurs, vient encore renforcer cette interprétation. Des études biomécaniques menées par Carpenter à l'aide de moulages d'os ont également montré que Deinonychus ne pouvait pas replier ses membres antérieurs contre son corps comme un oiseau (« pliage aviaire »), contrairement à ce qui avait été déduit des descriptions précédentes réalisées en 1985 par Jacques Gauthier et en 1988 par Gregory S. Paul.
Des études menées par Phil Senter en 2006 montrent que Deinonychus pouvait utiliser ses membres antérieurs non seulement pour saisir ses proies, mais aussi pour ramener ses œufs ou ses petits vers sa poitrine. Si Deinonychus avait des plumes aux membres antérieurs, celles-ci devaient limiter l'amplitude de mouvement de ces membres jusqu'à un certain point. Par exemple, lorsque Deinonychus étendait son bras vers l'avant, la « paume » de sa main devait s'orienter automatiquement vers le haut. Cette situation provoquait vraisemblablement un blocage mutuel des deux membres antérieurs s'ils étaient étendus en même temps, ce qui a conduit Senter à conclure que Deinonychus n'utilisait qu'un bras à la fois pour ramener sa couvée vers sa poitrine. Le rôle des doigts était également limité par de possibles plumes alors que, par exemple, le troisième doigt était peut-être employé pour explorer l'intérieur de petites proies, ce seulement dans une position sensiblement perpendiculaire à l'aile. Alan Gishlick, dans une étude de 2001 sur la mécanique des membres antérieurs de Deinonychus, a constaté que, même s'il avait eu de grandes plumes aux ailes, ses capacités de préhension n'auraient pas été significativement entravées, mais qu'il aurait dû saisir les objets entre ses deux ailes dans une sorte de bear hug, faits qui ont été confirmés dans des études ultérieures de Carpenter et Senter.
Parsons et Parsons ont montré que les juvéniles et les spécimens subadultes de Deinonychus présentaient quelques différences morphologiques avec les adultes. Par exemple, les bras des spécimens les plus jeunes sont proportionnellement plus longs que ceux des adultes, indiquant peut-être une différence de comportement entre jeunes et adultes. Un autre exemple pourrait être le rôle des griffes des pattes arrière. Parsons et Parsons ont suggéré que la courbure des griffes (pour laquelle Ostrom, en 1976, avait montré l'existence d'une différence entre spécimens) pourrait avoir été plus forte chez les jeunes Deinonychus, ce qui aurait pu les aider à grimper dans les arbres, et que les griffes devenaient plus droites lorsque l'animal devenait plus âgé et commençait à vivre uniquement sur le sol. Cela est basé sur l'hypothèse que certains petits dromæosauridés utilisaient leurs griffes pour escalader.

### Vitesse

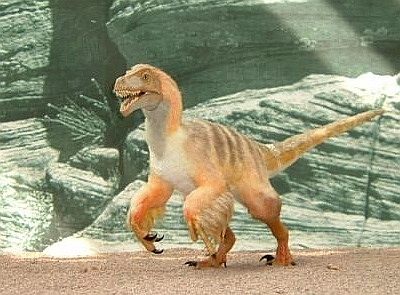
Reconstitution d'un Deinonychus à la palmeraie de Francfort, en Allemagne.

Les dromæosauridés, en particulier Deinonychus, sont souvent dépeints dans les médias comme des animaux exceptionnellement rapides, et Ostrom a émis lui-même l'hypothèse dans sa description originale que Deinonychus était un animal véloce. Cependant, lors de la première description, on ne disposait pas d'une jambe complète de Deinonychus, et les spéculations d'Ostrom sur la longueur du fémur (os de la cuisse) s'avérèrent par la suite surestimées. Dans une étude ultérieure, Ostrom a noté que le rapport de longueur du fémur par rapport au tibia (os de la jambe) n'est pas aussi important pour la détermination de la vitesse que la longueur relative du pied par rapport à la jambe. Chez les oiseaux coureurs actuels comme l'autruche, le rapport longueur du pied/longueur du tibia est de 0,95. Chez les rares dinosaures véloces comme Struthiomimus, ce ratio est de 0,68, mais chez Deinonychus, le ratio n'est que de 0,48. Ostrom en a déduit que « la seule conclusion raisonnable » était que Deinonychus n'était pas particulièrement plus rapide que d'autres dinosaures, et certainement pas aussi rapide que les oiseaux coureurs modernes.
Ce faible rapport chez Deinonychus est dû en partie à un métatarse (partie supérieure des os du pied) inhabituellement court. Ce rapport est en fait plus grand chez les petits individus que chez les grands. Pour Ostrom, le métatarse court pouvait être lié au rôle de la griffe en faucille, et le fait qu'il raccourcisse avec le temps est cohérent avec cette hypothèse, puisque la courbure de la griffe semble également moins importante chez les individus âgés. Toutes ces caractéristiques - un deuxième orteil court avec une longue griffe, un métatarse court, etc. - sont pour lui autant d'indices pouvant montrer que Deinonychus utilisait ses membres arrières comme arme offensive, avec une griffe orientée vers le bas et en arrière pour mieux entailler et lacérer sa proie. Ostrom estime qu'un métatarse court réduisait les contraintes exercées sur l'os de la jambe lors d'une telle attaque, et la disposition inhabituelle des attaches musculaires sur la jambe de Deinonychus confirme son idée que des groupes de muscles différents étaient utilisés pour courir et pour attraper les proies. Ostrom en a conclu que les jambes de Deinonychus représentaient un juste équilibre entre les adaptations nécessaires à en faire un prédateur rapide, et une réduction des contraintes pour utiliser son pied comme seule arme.
Dans une étude de 1981 sur des traces de dinosaures canadiens, Richard Kool en est arrivé à estimer approximativement la vitesse de marche en étudiant les empreintes laissées par différentes espèces dans la formation de Gething (en) en Colombie-Britannique. Kool a estimé que sur l'une des séries d'empreintes, l'ichnoespèce Irenichnites gracilis (qui pourrait être en fait Deinonychus), avait une vitesse de marche de 10 km/h.

### Œufs

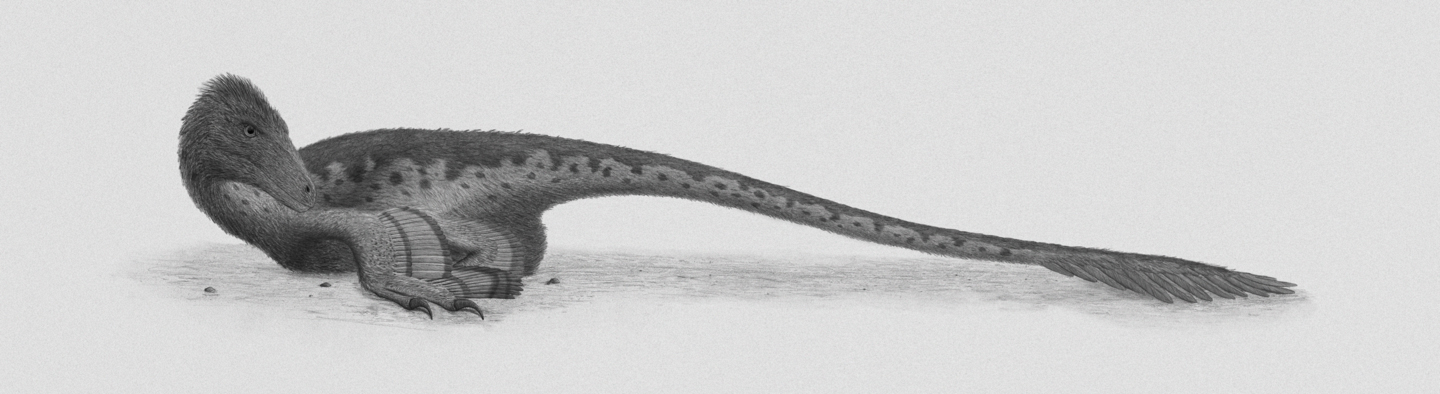
Représentation d'artiste d'un individu en train de couver.

L'identification en 2000 d'un œuf appartenant probablement à un Deinonychus, à côté d'un des individus du genre, a permis de comparer sa structure avec celle d’œufs d'autres dinosaures théropodes. Lors de l'examen de leur échantillon en 2006, Grellet-Tinner et Makovicky ont envisagé la possibilité que l’œuf était en fait destiné à être mangé par le dromaeosauridé ou que les fragments d'œufs aient été associés par hasard avec le squelette de Deinonychus. La première hypothèse a été rapidement écartée car aucun fragment n'était placé entre les plaques dermiques et les os des membres antérieurs, et il est donc impossible qu'ils aient pu être contenus dans l'estomac de l'animal. En outre, la manière dont l'œuf avait été brisé indiquait qu'il était intact au moment de son enfouissement, et avait été brisé par un processus de fossilisation. L'idée que l'œuf ait été associé par hasard au dinosaure a été également considérée comme peu probable, les os entourant l'œuf n'ayant pas été dispersés ou désarticulés, mais demeurant dans la position qu'ils occupent chez un animal vivant, ce qui indique que la zone autour de l'œuf et l'œuf lui-même n'avaient pas été déplacés lors de leur conservation. Le fait que parmi ces os se trouvaient des plaques dermiques (gastralia), qui sont très rarement retrouvées, vient à l'appui de cette interprétation. Tous les indices, selon Grellet-Tinner et Makovicky, indiquent que l'œuf était probablement intact sous le corps de Deinonychus  quand il a été enseveli. Il est possible que cela corresponde à une couvaison ou à un comportement de nidification de Deinonychus similaire à celui rencontré chez d'autres troodontidés et oviraptoridés, ou que l'œuf était en fait à l'intérieur de l'oviducte au moment où l'animal est mort.
L'examen de la microstructure de l'œuf de Deinonychus confirme qu'il appartenait bien à un théropode, car il partage les caractéristiques des autres œufs de théropodes et montre des divergences avec ceux d'ornithischiens et de sauropodes. À la différence de celui d'autres théropodes maniraptoriens, l'œuf de Deinonychus ressemble plus à un œuf d'oviraptoridés qu'à celui d'un troodontidé, en dépit des études qui montrent que ces derniers sont plus étroitement liés aux dromæosauridés dont fait partie Deinonychus. Bien que l'œuf ait été trop écrasé pour déterminer sa taille avec précision, Grellet-Tinner et Makovicky ont estimé son diamètre à environ 7 cm, en se basant sur le diamètre du détroit pelvien par lequel l'œuf devait réussir à sortir. Cette taille est cohérente avec celle des œufs de Citipati (des oviraptoridés) qui était de 7,2 cm ; Citipati et Deinonychus avaient également environ la même taille, ce qui crédibilise encore plus cette estimation. En outre, l'épaisseur des coquilles d'œufs de Citipati et de Deinonychus est presque identique, et comme l'épaisseur de la coquille est en corrélation avec le volume de l'œuf, ceci vient encore une fois appuyer l'idée suivant laquelle les œufs de ces deux animaux étaient de la même taille.

## Dans la fiction

### Jurassic Park

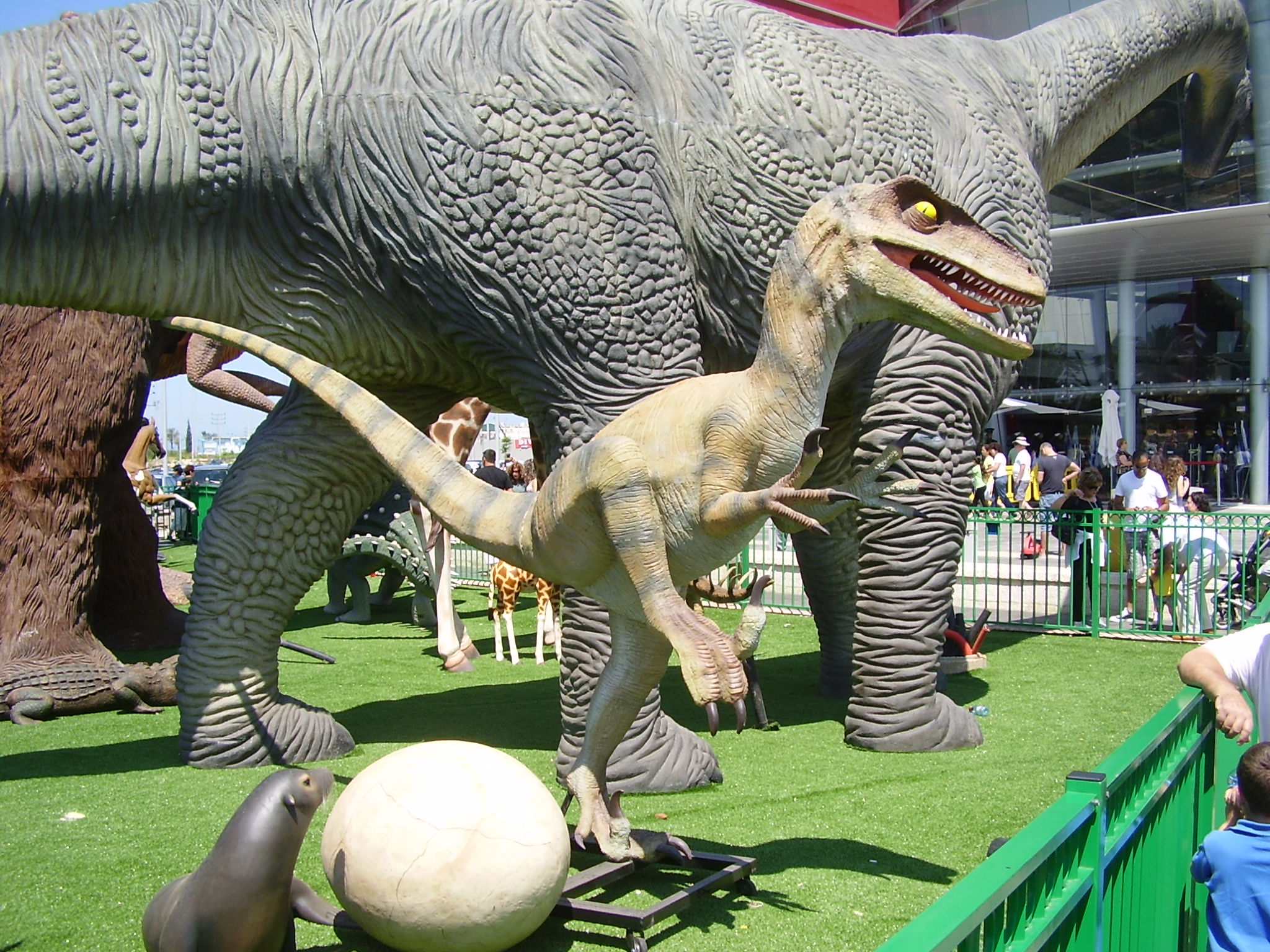
Un Velociraptor représenté ici dans une banlieue de Tel Aviv selon l'apparence que lui a donné la franchise Jurassic Park, apparence en réalité inspirée par Deinonychus.

Pendant les vingt ans qui ont suivi la découverte de Deinonychus, au cours des années 1970 et 1980, cet animal a progressivement pénétré dans l'imaginaire populaire par le biais de nombreux livres de vulgarisation scientifique aussi bien destinés à la jeunesse,, qu'à un public plus adulte,.
C'est pourtant en 1993 que Deinonychus devient mondialement célèbre, quoique sous le nom de Velociraptor, grâce au film de Steven Spielberg Jurassic Park, basé sur le roman de même titre que l'écrivain de science-fiction Michael Crichton avait écrit et publié en 1990. Ainsi, l'espèce est maintenant connue comme étant celle qui « a inspiré le Velociraptor de Jurassic Park ». D'ailleurs, au moment de la publication du roman, Deinonychus était nommée Velociraptor antirrhopus par Gregory S. Paul, et donc considérée comme une espèce de vélociraptor, au moins dès 1988, avant d’être reclassée à sa classe actuelle peu avant le début du tournage. Aussi, dans le roman comme dans le film, les paléontologues découvrent un squelette dans le Montana, loin de l'aire de répartition du Velociraptor qui vivait en Asie centrale, mais en plein cœur de celle de Deinonychus. Un personnage du roman de Michael Crichton dit d'ailleurs que « … Deinonychus est maintenant considéré comme l'un des Velociraptor » (bien que les deux dinosaures aient appartenu à deux genres différents), même si les raptors du livre sont plus loin nommés Velociraptor mongoliensis. Quoi qu'il en soit, aussi bien Crichton que Spielberg avaient tous les deux choisi d'employer le nom Velociraptor pour ces dinosaures, plutôt que Deinonychus ; d’ailleurs Spielberg préféra choisir Velociraptor antirrhopus/deinonychus parce que c'était une espèce plus grande que Velociraptor mongoliensis et donc plus dangereuse pour l’homme. Déjà auparavant, dans les années 1980, Crichton avait rencontré John Ostrom à plusieurs reprises au cours du processus d'écriture de son roman, pour avoir un avis d'expert sur le comportement et l'apparence que Deinonychus aurait pu avoir du temps où l'espèce était encore en vie. Au cours de ses échanges avec Ostrom, Crichton finit par lui dire qu'il avait décidé d'utiliser le nom de Velociraptor à la place de Deinonychus pour son livre, parce qu'il pensait que Velociraptor est « plus dramatique ». En dépit de cela, selon Ostrom, Crichton a indiqué que le Velociraptor du roman était basé sur Deinonychus dans presque chaque détail le concernant, et que seul le nom avait été changé. Le personnel responsable de la production du film Jurassic Park avait ainsi suivi cette prérogative du roman, en modélisant pour le film des animatroniques et des animations 3D basées quasiment à 100% sur Deinonychus et pas vraiment sur Velociraptor. Pendant les étapes préalables à la réalisation du film, ces mêmes équipes de production cinématographique avaient demandé tous les articles d'Ostrom publiés  sur Deinonychus. En conséquence, ils ont dépeint les dinosaures du film avec la taille, les proportions et la forme du museau de Deinonychus,.
À la suite du succès du film, Crichton publia un deuxième roman en 1995, Le Monde perdu, qui en 1997 eut droit à sa propre adaptation cinématographique, elle aussi réalisée par Spielberg. Crichton n'écrivit plus de roman au-delà de ce deuxième livre, mais la franchise Jurassic Park continua à produire de nouveaux films avec Jurassic Park 3 (Joe Johnston, 2001), Jurassic World (Colin Trevorrow, 2015), et Jurassic World: Fallen Kingdom (Juan Antonio Bayona, 2018), avec de nouveaux films prévus. Dans tous ces films, le dinosaure nommé Velociraptor conserva la forme et l'apparence de Deinonychus, présentant donc sans le vouloir une espèce inventée à partir de ce dinosaure.

### Dans d'autres médias
- Si vous ne connaissez pas le sujet, laissez ce bandeau (vous pouvez alors contacter les auteurs).
- Si vous supprimez le contenu mis en cause (vous pouvez préalablement contacter les auteurs),

argumentez précisément cette suppression dans la page de discussion
(un manque de référence n'est pas un argument ; une recherche réelle de référence doit avoir été effectuée, être formellement documentée).
- Deinonychus a été annoncé pour le jeu Ark: Survival Evolved le 07/06/2019. Il est représenté dans le jeu comme territorial et extrêmement demandant en nourriture, capable d'attaquer des dinosaures bien plus gros que lui pour se nourrir,cependant il peut être élevé et apprivoisé en faisant éclore un de ses œuf préalablement volé.
- Dans le premier film de la franchise Carnosaur, l'un des deux dinosaures antagonistes est un Deinonychus, qui massacre la majorité des victimes du film, tandis que le second, un tyrannosaure, en tue une seule. Un deuxième naît au cours du film en sortant du ventre d'une femme.
- Dans la saison 1 de la série Le DinoTrain, des Deinonychus apparaissent dans un épisode : l'un d'eux s'appelle Derek.
- Dans le premier épisode de la saison 2 de Nick Cutter et les Portes du temps, trois Deinonychus, un mâle et une femelle accompagnés de leur petit, traversent une anomalie et se retrouvent dans un centre commercial. Des trois individus, seule la femelle rentre en vie à son époque, car le petit est tué par le mâle, qui sera tué par décapitation lorsque l'anomalie de refermera. Le mâle et la femelle sont montrés avec un dimorphisme sexuel, le mâle ayant des plumes bleues.
- Dans le jeu Jurassic World : Evolution, il est possible de créer des Deinonychus, ils sont cependant représentés avec une crête sur la tête de la même manière que pour le genre Monolophosaurus.
- Il est aussi présent dans Le Monde perdu : Jurassic Park de DreamWorks Interactive, notamment lorsque l'on joue le vélociraptor.
- Dans le jeu Tokyo Jungle (2012), il est possible de débloquer et d'incarner un Deinonychus, l'un des deux seuls dinosaures jouables, l'autre étant le dilophosaure, que l'on débloque en jouant le Deinonychus.
- Dans la série de comics Les Fugitifs de l'univers Marvel Comics, ainsi que dans l'adaptation en série télévisée, l'une des héroïnes partage un lien empathique avec un Deinonychus créé artificiellement appelé Dentelle (Old Lace en version originale).